# Luca Zaia
Luca Zaia (Conegliano, 1968. március 27. –) olasz politikus, 2010 óta Veneto tartomány kormányzója.
1998 és 2005 között Treviso megye elnöke, 2005 és 2008 között Veneto Régió Végrehajtó Bizottságának volt alelnöke, ahol a régió turizmusának, mezőgazdaságának, hegyvidéki területek fejlesztésének és Veneto identitásának ügyeivel foglalkozott.
2008 és 2010 között a Negyedik Berlusconi-kormány mezőgazdasági, élelmiszeripari és erdészeti minisztere volt.

## Életrajza
Szülővárosában a Scuola Enologica Giovanni Battista Cerletti borászati szakközép iskolában érettségizett, Az Udinei Egyetem Állatorvosi Karának állattenyésztés-tudományi szakán szerzett diplomát. 1993-ban Godega di Sant'Urbano település egyik önkormányzati tanácsosa lett az Északi Liga színeiben. 1995-ben a Treviso megyei Tanács tagja lett, ahol a megye mezőgazdasági tanácsosa lett. 1998-2005 között Treviso megye elnöke volt, kinevezésekor 30 évesen ő volt a legfiatalabb megyei elnök, 2005 és 2008 között a tartományi végrehajtó bizottság alelnöke volt.

## Miniszterként
2008. május 8-án a Negyedik Berlusconi-kormány  mezőgazdasági, élelmiszeripari és erdészeti minisztere lett. Miniszterként első komoly konfliktusa a toszkánai Brunello di Montalcino bor Egyesült Államokba irányuló exportjának megszüntetése volt. Kiderült, hogy számos borászat hamis minőségi tanúsítvánnyal rendelkezett.

## Veneto kormányzója
2010. március 29-én a szavazatok 60%-ával választották meg Veneto kormányzójának, amivel ő lett a legtámogatottabb a többi olasz regionális kormányzók közt.

### Abortusszal kapcsolatos állásfoglalása
Kormányzóként való beiktatását követően nem sokkal az abortusz során használt mifepriszton ellen foglalt állást és ellenezte, hogy Veneto területén forgalmazzák. Az Olasz Gyógyszerész Ügynökség erre reagálva azt mondta, hogy kormányzóként kinyilvánítja véleményét, ám a 194/1978-as országos törvény miatt, nem tilthatja be a gyógyszer forgalmazását.

### Regionális építési törvény
A 2010-es venetoi árvizet követően módosította a 11/2004-es számú regionális törvényt, amivel lehetővé vált, hogy az árvíz után a  800 köbméternél kisebb mezőgazdasági területeket újjáépítsék.

### Venetói függetlenség
2014 márciusában Veneto függetlenségéről szóló népszavazást kezdeményezett, amelynek oka, hogy Zaia szerint a kormány kihasználja a régiót.